# Norman Reedus
Norman Reedus, född 6 januari 1969 i Hollywood, Florida, är en amerikansk skådespelare, röstskådespelare och fotomodell. Reedus är mest känd för sin roll som Daryl Dixon i TV-serien The Walking Dead. 
Mellan åren 1998 och 2003 hade Reedus ett förhållande med den danska modellen Helena Christensen, som han har en son tillsammans med, Mingus Lucien Reedus (född 13 oktober 1999).
Under 2015 träffade Reedus Diane Kruger. De utvecklade senare ett förhållande med varandra och blev först sedda tillsammans som ett par i juli 2016. I november 2018 födde Kruger parets dotter, hennes första och hans andra barn.

## Filmografi (i urval)
- 1997 – Mimic
- 1999 – Super 8
- 1999 – The Boondock Saints
- 2000 – Skvaller
- 2002 – Blade II
- 2003 – Tough Luck
- 2003 – Förhäxad (TV-serie)
- 2007 – American Gangster
- 2009 – Pandorum
- 2009 – The Boondock Saints II: All Saints Day
- 2010 – The Conspirator
- 2010 – Hawaii Five-0 (TV-serie, 1 avsnitt)
- 2010–2022 – The Walking Dead (TV-serie)
- 2013 – Pawn Shop Chronicles
- 2014 – Stretch
- 2015 – Air
- 2015 – Triple Nine
- 2015 – Ett päron till farsa: Nästa generation
- 2016 – Sky
- 2016 – Triple 9
- 2017 – Robot Chicken (TV-serie)
- 2021 – Helluva Boss (TV-serie)
- 2025 – From the World of John Wick: Ballerina